# Guillaume Colletet
Guillaume Colletet fou un poeta i assagista francès, nascut i mort a París (12 de març de 1598- 11 de febrer de 1659). Va pertànyer al grup literari dels Il·lustres Bergers, i va ser dels primers membres de l'Acadèmia francesa. Va ser pare de François Colletet. Va gaudir de la reputació en el seu temps, així com de l'empara de diversos grans personatges, entre altres el del cardenal Richelieu, qui va ser a vegades el seu col·laboradori. Va ser un dels primers membres de l'Acadèmia francesa. Es va casar successivament amb tres de les seves serventes.

## Obres
- Divertissements;
- Le Banquet des poètes (1646);
- Épigramme (1653);
- Histoire des poètes français.